# Seule la mort peut m'arrêter
« I'll Sleep When I'm Dead » redirige ici. Pour la chanson de Bon Jovi, voir I'll Sleep When I'm Dead (chanson).
Pour plus de détails, voir Fiche technique et Distribution.
Seule la mort peut m'arrêter (I'll Sleep When I'm Dead), est un film britannique réalisé en 2003 par Mike Hodges.

## Synopsis
Will Graham, ancien caïd, retourne dans les bas fonds londonien pour enquêter sur l'agression qu'a subie son frère Davey.

## Fiche technique
- Titre : Seule la mort peut m'arrêter
- Titre original : I'll Sleep When I'm Dead
- Réalisation : Mike Hodges
- Scénario : Trevor Preston
- Genre : Néo-noir[1], drame, thriller et film de gangsters
- Durée : 102 min
- Sortie : 2003

- Interdit aux moins de 16 ans lors de sa sortie en France

## Distribution
- Clive Owen : Will Graham
- Jonathan Rhys-Meyers : Davey Graham
- Malcolm McDowell : Boad
- Charlotte Rampling : Helen
- Jamie Foreman : Mickser
- Paul Mohan : Coroner
- John Surman : Pathologist
- Alexander Morton : Victor
- Sylvia Syms : Mme. Bartz
- Noel Clarke : Cyril